# Popravy podporovatelů Anthropoidu v Mauthausenu

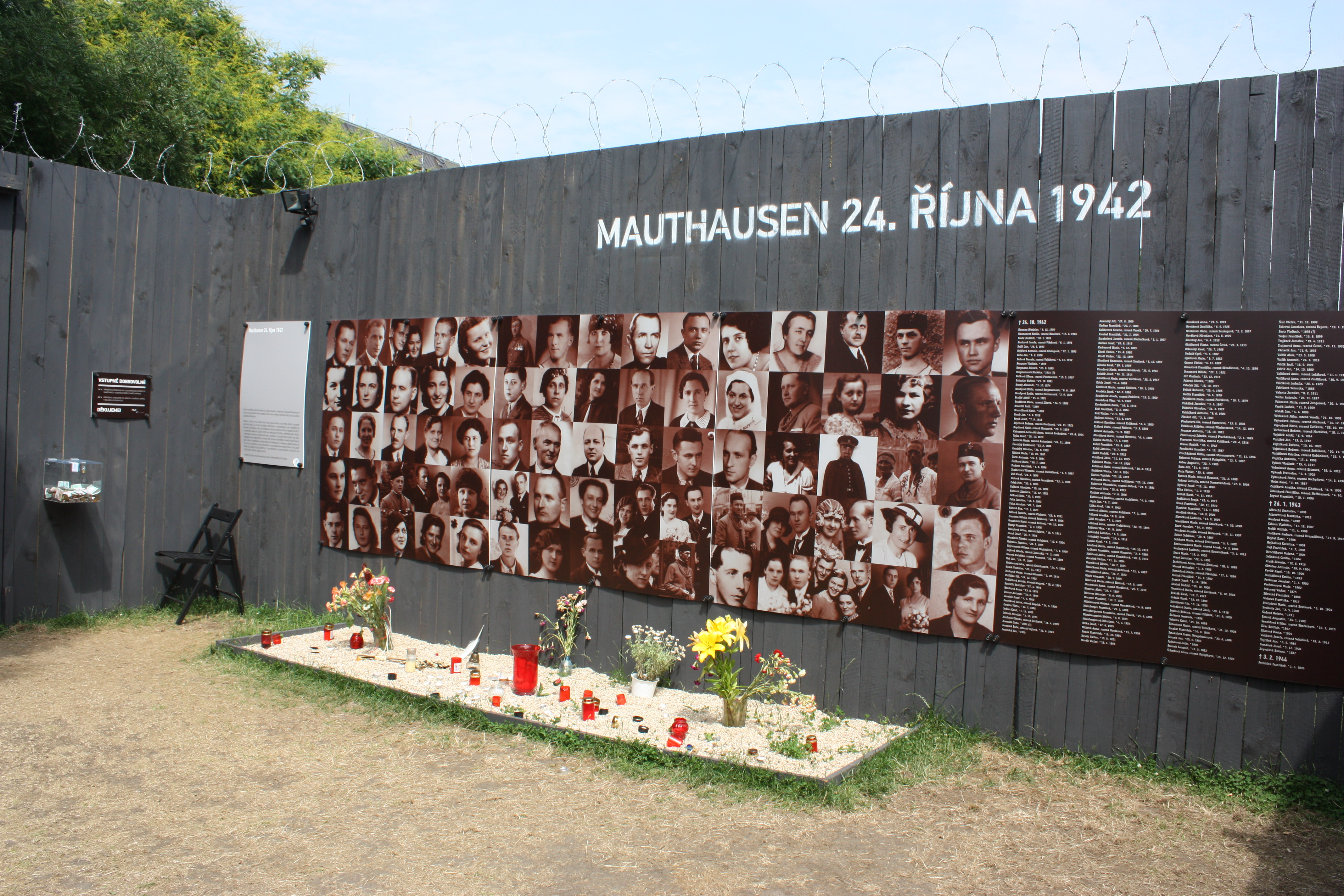
Příbuzní parašutistů a jejich spolupracovníci popravení 24. října 1942

Toto heslo popisuje okolnosti poprav osob – podporovatelů parašutistů z operace Anthropoid, kteří byli odsouzeni německým stanným soudem k trestu smrti. Ten byl vykonán v koncentračním táboře Mauthausen hromadně, ale postupně ve třech termínech: 24. října 1942; 26. ledna 1943 a 3. února 1944. 
Konkrétní seznamy osob popravených v těchto termínech jsou uvedeny v samostatném hesle: „Seznam podporovatelů Anthropoidu popravených v Mauthausenu“.

## 24. října 1942
Z Bohušovic nad Ohří vyjel dne 22. října 1942 železniční transport převážející 460 osob, z nichž větší část (262 lidí) byla odsouzena k smrti v souvislosti s tak zvanou „akcí parašutisté“. Vlak projel Prahou, Táborem, Českými Budějovicemi a dojel do rakouského Lince, kde z jižního směru přešel do směru východního, aby nakonec 23. října 1942 zastavil poblíž Dunaje na nádraží v Mauthausenu. Právě zde již Němci více než 4 roky provozovali koncentrační tábor třetího (nejtěžšího) kvalifikačního stupně. Po výstupu vězňů z vagonů byli na nádražním peróně rozděleni na ženy a muže.
Ženy byly transportovány dále po silnici v nákladních vozech, zatímco muži v pětistupu pokračovali dále pěšky stejným směrem jako náklaďáky. Kolona pěších byla po obou stranách hlídána muži – mauthausenskou strážní službou v uniformách SS. Po průchodu mezi budovami městečka se cesta za městečkem zařízla do prudce stoupajícího hlubokého úvozu. Tady dozorci (v rámci „uvítacího ceremoniálu“) začali nově příchozí mlátit pažbami pušek či jinými (k tomuto účelu) předem připravenými předměty. Cesta vedla ke statku a na křižovatku ve tvaru písmene „T“, kde začínalo pásmo venkovní hranice koncentračního tábora. Odtud bylo vidět kamenné zdi tábora se strážními věžemi s ozbrojenci. Venkovní hranice tábora byla na perimetru obehnána plotem z ostnatého drátu, kterému v pravidelných rozestupech vévodily dřevěné strážní věže.
Na rozlehlém nádvoří koncentračního tábora se obě skupiny vězňů sešly, aby se podrobily vstupní očistné proceduře ve „sprchárně“. Po odložení šatů sestupovali po úzkém schodišti do sklepních prostor zděné budovy. Vstupní hygiena se odehrávala ve velké místnosti opatřené rozvody vody pod stropem. Každý z vězňů byl osprchován, oholen, ostříhán a zbaven veškerého ochlupení. Poté musely polonahé osoby nastoupit na apellplatz, kde mezi nimi procházel velitel koncentračního tábora SS-Sturmbannführer Franz Ziereis a každého se vyptával na jméno a povolání.
Z celkových 460 nově příchozích osob byla vyčleněna skupina „neparašutistů“, kteří byli odvedeni na karanténní blok číslo 17. Ostatní skupina 262 vězňů (souvisejících s „parašutisty“) byla přesunuta k tak zvanému „bunkru“, kde byli soustředěni v koutu, tvořeném zdmi bunkru, krematoria a táborovou obvodovou zdí. Tady odsouzenci strávili noc z 23. října na 24. říjen 1942. Ráno těsně před 8.30 začalo vyvolávání jmen. Dvě minuty před 13.00 byla přestávka a popravčí personál měl nárok na půlhodinovou přestávku na oběd.
Výstřely z malorážní pistole byly přehlušovány hlasitou hudbou z gramofonu a na celý průběh poprav dohlížela speciálně sestavená komise gestapáků z Prahy, která dorazila do Mauthausenu 23. října 1942. Poslední oběť byla popravena v 17.42.
V koncentračním táboře Mauthausen bylo v sobotu 24. října 1942 popraveno 262 rodinných příslušníků a spolupracovníků československých parašutistů. Ti všichni byli zatčeni po atentátu na Reinharda Heydricha (tj. po  27. květnu 1942) a zradě Karla Čurdy (tj. po 16. červnu 1942) a na základě výsledků vyšetřování německé kriminální policie a svědectví zajatých osob získaných gestapem během zostřených výslechů. 
Jednalo se o odbojáře, jejich příbuzné a celé rodiny, zkrátka o podporovatele parašutistů z výsadkových skupin Anthropoid, Silver A, Bivouac, Out Distance, Steel a Intransitive. Popravě předcházel stanný soud pražského gestapa (jedno jeho zasedání se konalo 29. září 1942 a další jeho zasedání pak 5. října 1942) a deportace (22. října 1942 resp. 23. října 1942) z věznice gestapa v Malé pevnosti v Terezíně k fyzické likvidaci do koncentračního tábora Mauthausen.
Další skupina 31 spolupracovníků parašutistů byla v KT Mauthausen popravena 26. ledna 1943 a poslední František Pecháček ještě 3. února 1944. Celkem se jednalo o 294 popravených osob (z toho bylo 150 žen) a to včetně dětí ve věku 14 až 17 let.
Exekuce osob odsouzených k trestu smrti se konala v odstřelovacím koutě (německy: Genickschussecke) přikrytém černou látkou a maskovaném jako osobní „výškoměr“, který se nacházel v mauthusenském bunkru. Popravovaní byli zavražděni střelnou ranou do týla a to tak, že k fingované lékařské prohlídce byli přiváděni samostatně jeden po druhém. V místnosti s odstřelovacím koutem se museli postavit zády ke stěně s vyznačeným „výškoměrem“. Skrytým otvorem ve zdi pak byli střeleni malorážní pistolí do týla. Poprava 262 českých vlastenců dne 24. října 1942 trvala téměř 9 hodin (od 8.30 do 17.42), kdy byli vražděni ve dvouminutových intervalech.
Těla popravených byla poté spálena a popel byl nakonec vysypán na smetiště za koncentračním táborem.

„Bunkr“, „odstřelovací kout“ a fiktivní „výškoměr“
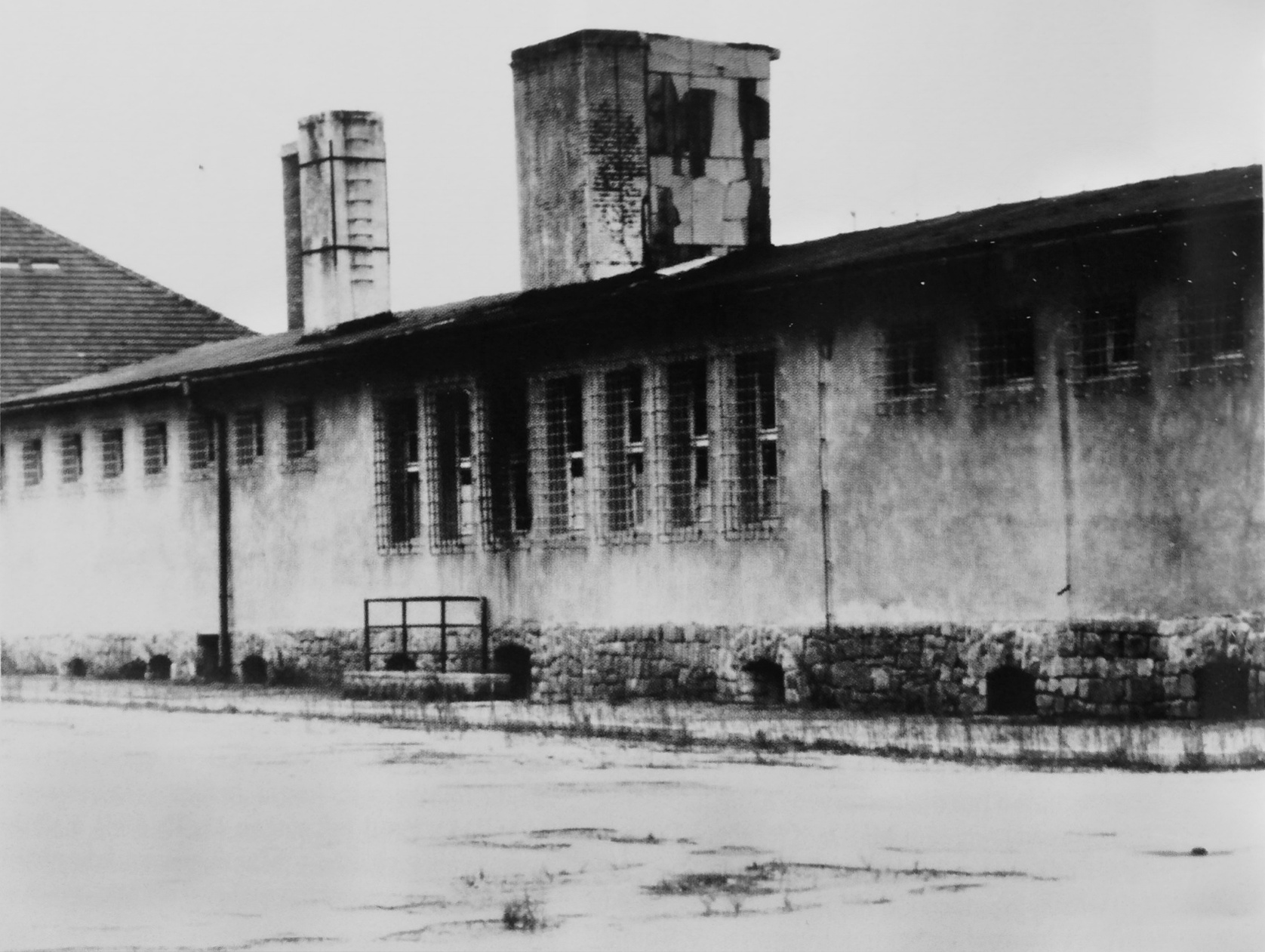
Pohled na budovu „Bunkru“ z místa tzv. Appelplatzu  (shromaždiště osob)
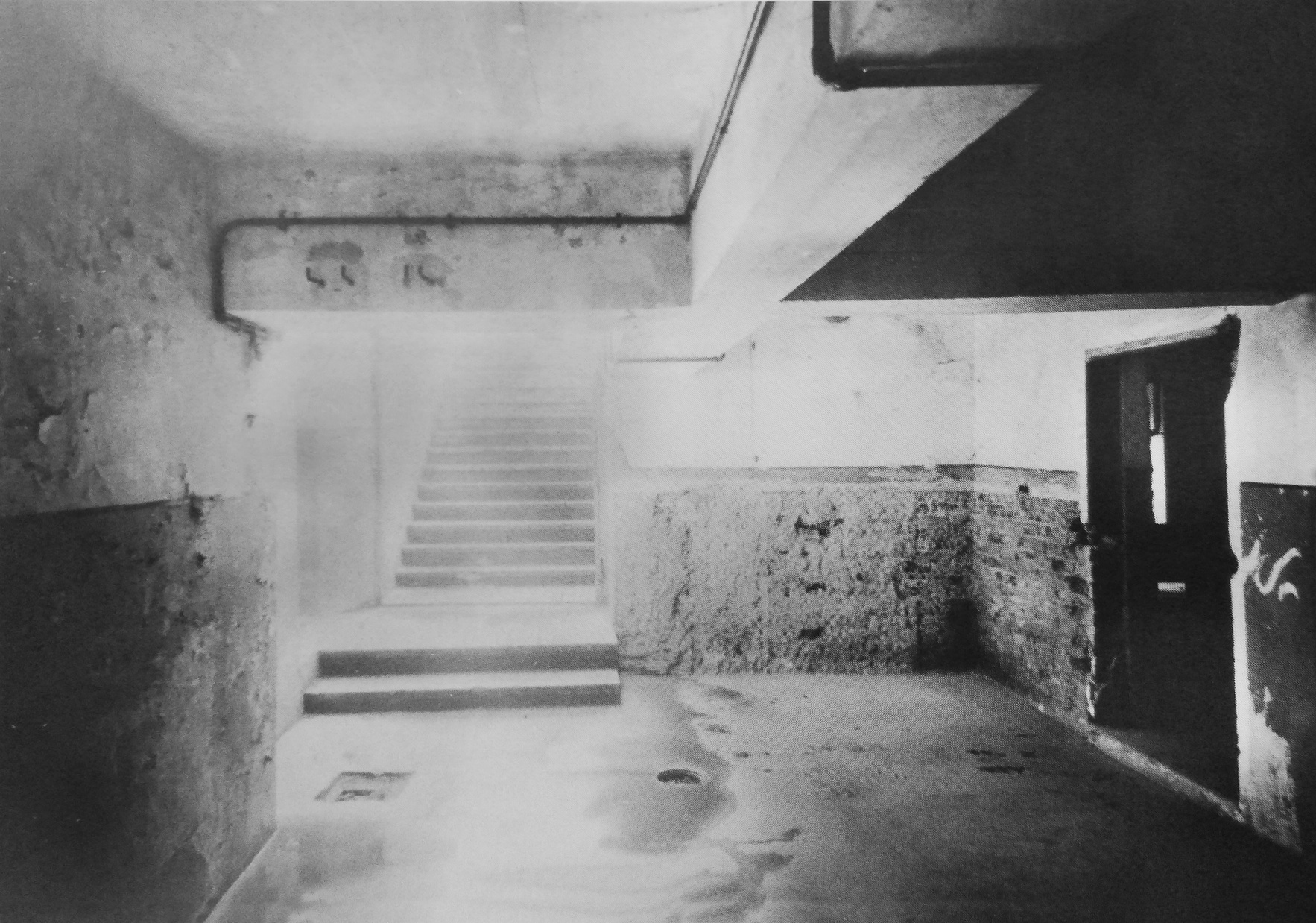
Místnost v „Bunkru“, kde se nacházel odstřelovací kout (Genickschussecke)
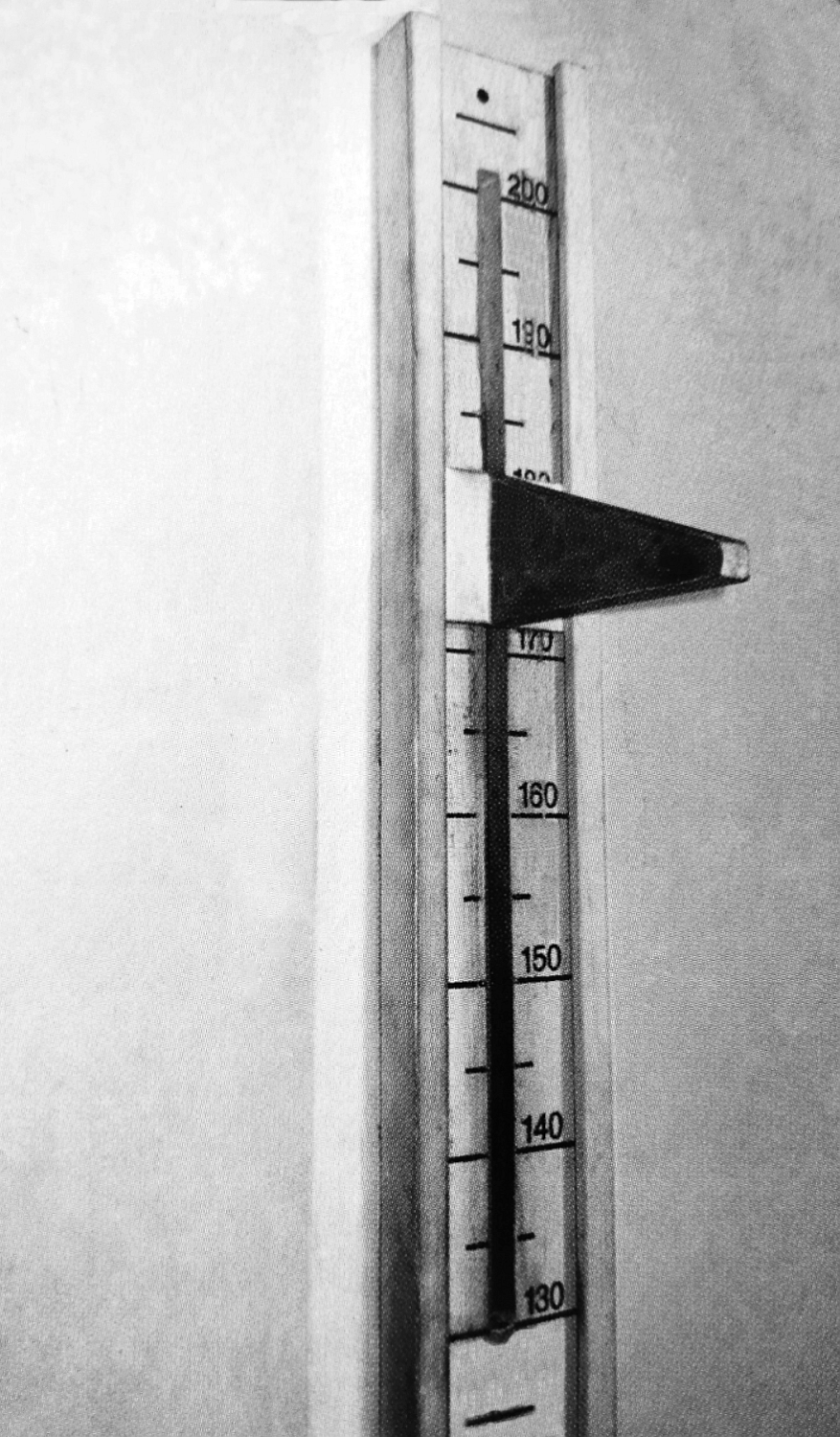
Fiktivní výškoměr, pohled ze strany „měřené osoby“ (resp. popravovaného)
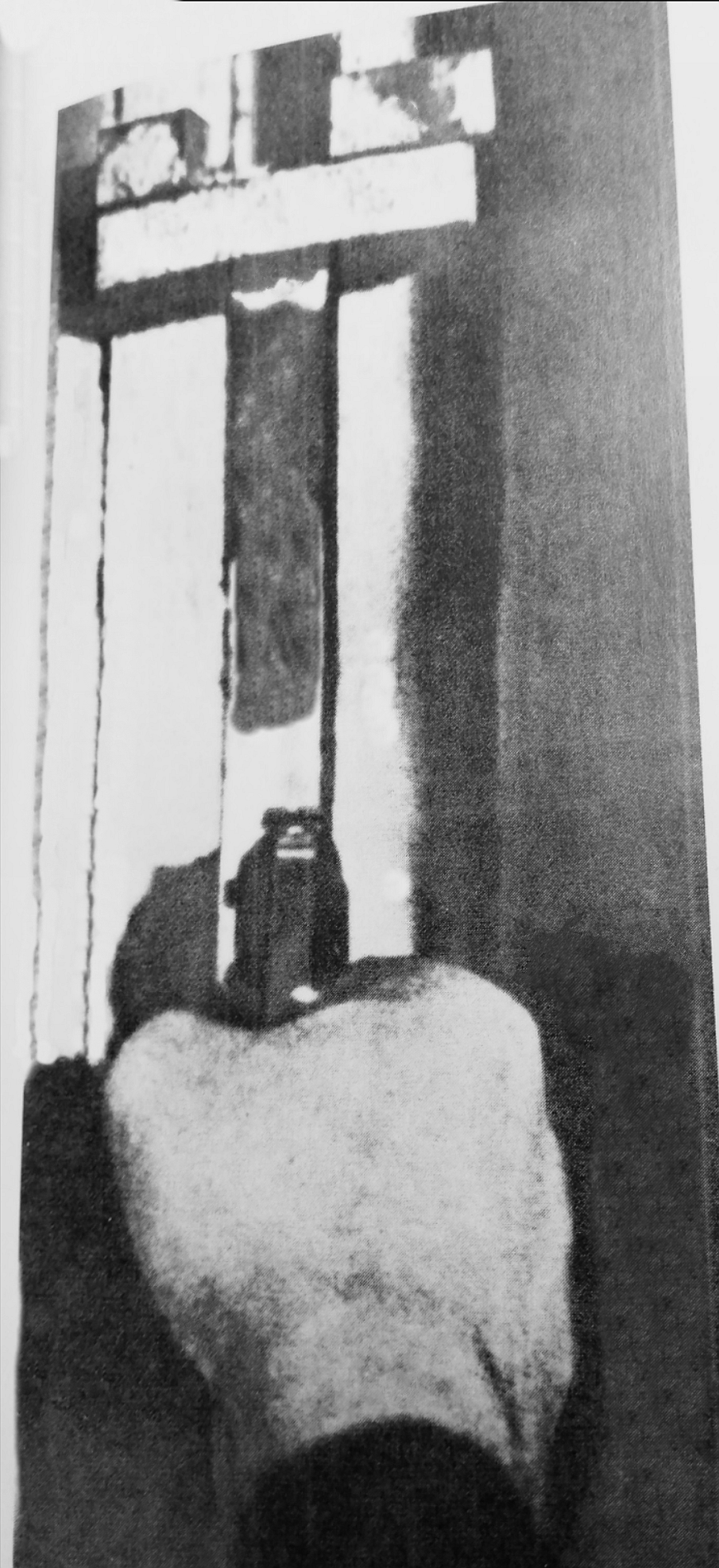
Fiktivní výškoměr, pohled ze strany popravčího. V dolní polovině snímku je ruka s nabitou malorážní pistolí; hlaveň zbraně je prostrčena štěrbinou „výškoměru“

## 26. ledna 1943
Zatčení odbojáři a jejich rodinní příslušníci byli nejprve vězněni v Praze na Pankráci a poté odesláni do vazební věznice pražského gestapa v Malé pevnosti Terezín. Někteří byli odsouzeni v nepřítomnosti stanným soudem v Praze 29. září 1942 k trestu smrti, jiní byli odsouzeni stejným způsobem a k identickému trestu až 8. ledna 1943. Speciální transport z Malé pevnosti Terezín byl sestaven 13. ledna 1943. Následně byli odsouzení dne 15. ledna 1943 posláni s tímto transportem (čítajícím 31 osob) do koncentračního tábora Mauthausen. V KT Mauthausen byli umístěni v celách tzv. bunkru, kde čekali na popravu, která byla vykonána cca po deseti dnech tj. 26. ledna 1943. Ten den odpoledne bylo v 16:15 zavražděno 15 žen v plynové komoře. Muži (v počtu 16) byli zavražděni v odstřelovacím koutu mauthausenského bunkru výstřelem z malorážní pistole do týla.

## 3. února 1944
V tomto termínu byl popraven sokolský cvičitel a odbojář František Pecháček. Po atentátu na Reinharda Heydricha byl František Pecháček zatčen spolu se svou ženou Emilií Pecháčkovou a rodinou svého bratra. Po výsleších ve vyšetřovacím zařízení na Karlově náměstí v Praze byl Pecháček nejprve vězněn ve věznici gestapa v Malé pevnosti v Terezíně, odkud byl později převezen do Mauthausenu. Zde byl 3. února 1944 usmrcen.  